# Parmena
Parmena – rodzaj chrząszczy z rodziny kózkowatych i podrodziny zgrzypikowych.

## Zasięg występowania
Przedstawiciele tego rodzaju występują w Europie Zachodniej i Południowej, Północnej Afryce oraz w Azji Zachodniej.

## Systematyka
Do Parmena należy 21 gatunków:

- Parmena algirica
- Parmena aurora
- Parmena balearica
- Parmena balteus
- Parmena bialookii
- Parmena bicincta
- Parmena breuningi
- Parmena cruciata
- Parmena europaea
- Parmena istanbulensis
- Parmena lukati
- Parmena meregallii
- Parmena mutilloides
- Parmena novaki
- Parmena pontocircassica
- Parmena pubescens
- Parmena slamai
- Parmena solieri
- Parmena striatopunctata
- Parmena subpubescens
- Parmena unifasciata